# ISO 3166-2:AZ

Położenie Azerbejdżanu na mapie.

ISO 3166-2:AZ – kody ISO 3166-2 dla rejonów, miast wydzielonych oraz republiki autonomicznej w Azerbejdżanie.
Pierwsza część oznaczenia to kod Azerbejdżanu zgodnie z ISO 3166-1, natomiast druga część oznaczenia znajdująca się po myślniku to kod literowy jednostki administracyjnej. 

## Kody ISO
| Kod ISO | Nazwa jednostki administracyjnej      | Nazwa jednostki administracyjnej w języku azerskim | Rodzaj jednostki administracyjnej | Lokalizacja w republice autonomicznej |
| ------- | ------------------------------------- | -------------------------------------------------- | --------------------------------- | ------------------------------------- |
| AZ-NX   | Nachiczewańska Republika Autonomiczna | Naxçıvan Muxtar Respublikası                       | republika autonomiczna            | NX                                    |
| AZ-BA   | Baku                                  | Bakı                                               | miasto wydzielone                 | –                                     |
| AZ-GA   | Gandża                                | Gəncə                                              | miasto wydzielone                 | –                                     |
| AZ-LA   | Lenkoran                              | Lənkəran                                           | miasto wydzielone                 | –                                     |
| AZ-MI   | Mingeczaur                            | Mingəçevir                                         | miasto wydzielone                 | –                                     |
| AZ-NA   | Naftalan                              | Naftalan                                           | miasto wydzielone                 | –                                     |
| AZ-NV   | Nachiczewan                           | Naxçivan                                           | rejon                             | NX                                    |
| AZ-SA   | Şəki                                  | Şəki                                               | miasto wydzielone                 | –                                     |
| AZ-SR   | Szyrwan                               | Şirvan                                             | miasto wydzielone                 | –                                     |
| AZ-SM   | Sumgait                               | Sumqayit                                           | miasto wydzielone                 | –                                     |
| AZ-XA   | Stepanakert                           | Xankəndi                                           | miasto wydzielone                 | –                                     |
| AZ-YE   | Yevlax                                | Yevlax                                             | miasto wydzielone                 | –                                     |
| AZ-ABS  | Abşeron                               | Abşeron rayonu                                     | rejon                             | –                                     |
| AZ-AGC  | Ağcabədi                              | Ağcabədi rayonu                                    | rejon                             | –                                     |
| AZ-AGM  | Ağdam                                 | Ağdam rayonu                                       | rejon                             | –                                     |
| AZ-AGS  | Ağdaş                                 | Ağdaş rayonu                                       | rejon                             | –                                     |
| AZ-AGA  | Ağstafa                               | Ağstafa rayonu                                     | rejon                             | –                                     |
| AZ-AGU  | Ağsu                                  | Ağsu rayonu                                        | rejon                             | –                                     |
| AZ-AST  | Astara                                | Ağsu rayonu                                        | rejon                             | –                                     |
| AZ-BAB  | Babək                                 | Babək rayonu                                       | rejon                             | NX                                    |
| AZ-BAL  | Balakən                               | Balakən rayonu                                     | rejon                             | –                                     |
| AZ-BAR  | Bərdə                                 | Bərdə rayonu                                       | rejon                             | –                                     |
| AZ-BEY  | Beyləqan                              | Beyləqan rayonu                                    | rejon                             | –                                     |
| AZ-BIL  | Biləsuvar                             | Biləsuvar rayonu                                   | rejon                             | –                                     |
| AZ-CAB  | Cəbrayıl                              | Cəbrayıl rayonu                                    | rejon                             | –                                     |
| AZ-CAL  | Cəlilabad                             | Cəlilabad rayonu                                   | rejon                             | –                                     |
| AZ-CUL  | Culfa                                 | Culfa rayonu                                       | rejon                             | NX                                    |
| AZ-DAS  | Daşkəsən                              | Daşkəsən rayonu                                    | rejon                             | –                                     |
| AZ-FUZ  | Füzuli                                | Füzuli rayonu                                      | rejon                             | –                                     |
| AZ-GAD  | Gədəbəy                               | Gədəbəy rayonu                                     | rejon                             | –                                     |
| AZ-GOR  | Goranboy                              | Goranboy rayonu                                    | rejon                             | –                                     |
| AZ-GOY  | Göyçay                                | Göyçay rayonu                                      | rejon                             | –                                     |
| AZ-GYG  | Göygöl                                | Göygöl rayonu                                      | rejon                             | –                                     |
| AZ-HAC  | Hacıqabul                             | Hacıqabul rayonu                                   | rejon                             | –                                     |
| AZ-IMI  | İmişli                                | İmişli rayonu                                      | rejon                             | –                                     |
| AZ-ISM  | İsmayıllı                             | İsmayıllı rayonu                                   | rejon                             | –                                     |
| AZ-KAL  | Kəlbəcər                              | Kəlbəcər rayonu                                    | rejon                             | –                                     |
| AZ-KAN  | Kəngərli                              | Kəngərli rayonu                                    | rejon                             | NX                                    |
| AZ-KUR  | Kürdəmir                              | Kürdəmir rayonu                                    | rejon                             | –                                     |
| AZ-LAC  | Laçın                                 | Laçın rayonu                                       | rejon                             | –                                     |
| AZ-LAN  | Lenkoran                              | Lənkəran rayonu                                    | rejon                             | –                                     |
| AZ-LER  | Lerik                                 | Lerik rayonu                                       | rejon                             | –                                     |
| AZ-MAS  | Masallı                               | Masallı rayonu                                     | rejon                             | –                                     |
| AZ-NEF  | Neftçala                              | Neftçala rayonu                                    | rejon                             | –                                     |
| AZ-OGU  | Oğuz                                  | Oğuz rayonu                                        | rejon                             | –                                     |
| AZ-ORD  | Ordubad                               | Ordubad rayonu                                     | rejon                             | –                                     |
| AZ-QAB  | Qəbələ                                | Qəbələ rayonu                                      | rejon                             | –                                     |
| AZ-QAX  | Qax                                   | Qax rayonu                                         | rejon                             | –                                     |
| AZ-QAZ  | Qazax                                 | Qazax rayonu                                       | rejon                             | –                                     |
| AZ-QOB  | Qobustan                              | Qobustan rayonu                                    | rejon                             | –                                     |
| AZ-QBA  | Quba                                  | Quba rayonu                                        | rejon                             | –                                     |
| AZ-QBI  | Qubadlı                               | Qubadlı rayonu                                     | rejon                             | –                                     |
| AZ-QUS  | Qusar                                 | Qusar rayonu                                       | rejon                             | –                                     |
| AZ-SAT  | Saatlı                                | Saatlı rayonu                                      | rejon                             | –                                     |
| AZ-SAB  | Sabirabad                             | Sabirabad rayonu                                   | rejon                             | –                                     |
| AZ-SBN  | Şabran                                | Şabran rayonu                                      | rejon                             | –                                     |
| AZ-SAD  | Sədərək                               | Sədərək rayonu                                     | rejon                             | NX                                    |
| AZ-SAH  | Şahbuz                                | Şahbuz rayonu                                      | rejon                             | NX                                    |
| AZ-SAK  | Şəki                                  | Şəki rayonu                                        | rejon                             | –                                     |
| AZ-SAL  | Salyan                                | Salyan rayonu                                      | rejon                             | –                                     |
| AZ-SMI  | Şamaxı                                | Şamaxı rayonu                                      | rejon                             | –                                     |
| AZ-SKR  | Şəmkir                                | Şəmkir rayonu                                      | rejon                             | –                                     |
| AZ-SMX  | Samux                                 | Samux rayonu                                       | rejon                             | –                                     |
| AZ-SAR  | Şərur                                 | Şərur rayonu                                       | rejon                             | NX                                    |
| AZ-SIY  | Siyəzən                               | Siyəzən rayonu                                     | rejon                             | –                                     |
| AZ-SUS  | Şuşa                                  | Şuşa rayonu                                        | rejon                             | –                                     |
| AZ-TAR  | Tərtər                                | Tərtər rayonu                                      | rejon                             | –                                     |
| AZ-TOV  | Tovuz                                 | Tovuz rayonu                                       | rejon                             | –                                     |
| AZ-UCA  | Ucar                                  | Ucar rayonu                                        | rejon                             | –                                     |
| AZ-XAC  | Xaçmaz                                | Xaçmaz rayonu                                      | rejon                             | –                                     |
| AZ-XIZ  | Xızı                                  | Xızı rayonu                                        | rejon                             | –                                     |
| AZ-XCI  | Xocalı                                | Xocalı rayonu                                      | rejon                             | –                                     |
| AZ-XVD  | Xocavənd                              | Xocavənd rayonu                                    | rejon                             | –                                     |
| AZ-YAR  | Yardımlı                              | Yardımlı rayonu                                    | rejon                             | –                                     |
| AZ-YEV  | Yevlax                                | Yevlax rayonu                                      | rejon                             | –                                     |
| AZ-ZAN  | Zəngilan                              | Zəngilan rayonu                                    | rejon                             | –                                     |
| AZ-ZAQ  | Zaqatala                              | Zaqatala rayonu                                    | rejon                             | –                                     |
| AZ-ZAR  | Zərdab                                | Zərdab rayonu                                      | rejon                             | –                                     |